# Lope (pel·lícula)
Lope és un drama biogràfic de 2010 centrat en els inicis literaris de Lope de Vega, coproduït per Espanya i Brasil i dirigit per Andrucha Waddington.
La pel·lícula es va estrenar el 3 de setembre de 2010 i, dies més tard, va participar en el Festival Internacional de Cinema de Venècia i també en el de Toronto.
Fou una de les tres candidates a representar Espanya als Oscars 2010.

## Argument
Biopic del poeta i dramaturg Lope de Vega (1562-1635). Ambientada el 1588, la història situa a Lope com un jove soldat que acaba d'arribar a Madrid de la guerra. La ciutat encara està en construcció i ell, com molts altres, encara no té clar el camí que vol seguir. Mentre lluita amb les seves inquietuds i ambicions, dues dones es creuen en la seva vida. L'una, una liberal i empresària d'èxit que el pot ajudar a tirar endavant la seva carrera; i l'altra, una aristòcrata i somniadora que acaba sent el seu amor vertader.

## Repartiment
| Intèrpret                  | Personatge         |
| -------------------------- | ------------------ |
| Alberto Ammann             | Lope de Vega       |
| Leonor Watling             | Isabel             |
| Pilar López de Ayala       | Elena Osorio       |
| Jordi Dauder               | Porres             |
| Sonia Braga                | Paquita            |
| Antonio de la Torre Martín | Juan de Vega       |
| Juan Diego                 | Jerónimo Velázquez |
| Luis Tosar                 | Frai Bernardo      |
| Miguel Angel Muñoz         | Tomás de Perrenot  |
| Antonio Dechent            | Salcedo            |